# Buddy Longway
Buddy Longways äventyr är en tecknad serie skapad av schweizaren Claude de Ribaupierre, med signaturen Derib. Serien startades 1972 och sträcker sig över 20 album där det tjugonde och sista albumet utgavs i maj 2006. Det första äventyret publicerades i den belgiska serietidningen Tintin 1972 och det sista gavs ut direkt i album 2006.
De 16 första albumen publicerades mellan 1977 och 1988 på svenska av Carlsen Comics, i översättning av bland annat Sture Hegerfors, Stellan Nehlmark, Rolf Lindby, Ingrid Emond och Lennart Hartler.
En nyutgåva på svenska av samtliga 20 album gavs ut mellan 2019 och 2023, översatt av Stefan Carlsson

## Handling
Serien handlar om trappern (pälsjägaren) Buddy Longway som lever ganska isolerat i 1800-talets Nordamerika.
I det första samlingsalbumet, Chinook, träffar Buddy Longway sioux-indianflickan Chinook som han senare gifter sig med och med tiden får de tillsammans två barn. De är bosatta i vildmarken, och tillsammans med sina uppväxande barn råkar de ut för diverse äventyr i möten med indianer, vita, skogens vilda djur och naturens krafter. Förekomsten av ett igenkännligt familjeliv var nydanande jämfört med de många eviga ungkarlarna i de tecknade seriernas värld som till exempel Tintin, Asterix och Gaston. Serien hade också en friare layout med ofta storslagna natursköna vyer.
I det andra samlingsalbumet får vi följa de två barnen Jeremias och Kathleen som absolut inte är några bifigurer, och följdriktigt gett namn åt albumet. Med dramatik och svärta skildras familjekonflikter, konfrontationer med indianer, möten med vilda djur och kamp mot vädrets makter.
I det tredje samlingsalbumet Människors dårskap blir den tidigare så gulliga familjevästern allt mörkare. Temat i många av berättelserna är motsättningar mellan nybyggare och indianer där sonen Jeremias slits mellan de två kulturerna och inte känner sig hemma i någon av dem. Flera av albumen handlar om konflikter mellan indianer och nybyggare och/eller armén.
I det fjärde samlingsalbumet Lång väg hem blir tonen allt allvarligare och realistisk när konflikterna stegras. Västern-myten blir en berättelse om integration och segregation, vilket symboliseras av Buddys äktenskap med Chinook. Buddy är den idealistiske och fördomsfrie drömmaren som vill leva i samklang med naturen och människor, men han konfronteras med människor som ser naturen som en outsinlig resurs som inte väjer för konflikter för att roffa åt sig av den.
I det femte samlingsalbumet Tillsammans för alltid tar den tidigare så charmiga familjeserien steget rakt ut i tragedin. Indianerna börjar trängas undan i reservat, de utnyttjas av vita pälsjägare eller gör uppror mot den framväxande civilisationen som hotar deras traditionella sätt att leva. Våldet kommer närmre och Buddy kan inte längre skydda sig själv eller sin familj. Ett ljus i mörkret är dottern Kathleen som väljer att utbilda sig till jurist för att hjälpa indianerna att skydda deras rättigheter.
Skildringarna i de fem samlingsvolymerna spänner över en lång tidsperiod i USA:s tidigare historia, där huvudpersonerna växer upp och åldras och samhället hinner förändras. Det faktum att skildringarna tillkommit mellan 1972 och 2006 innebär dock också att de tillkommit under en lång tidsperiod i seriebranschens historia, där det skett en framväxt av en marknad för serier riktade till en vuxen publik med en mörkare ton och innehåll.

## Utgåvor

### Första svenska utgåva (album 1-16)
- Chinook, indianflickan; svensk text: Sture Hegerfors.. - 1977 - ISBN 9151020556
- Fienden; svensk text: Sture Hegerfors.. - 1977 - ISBN 9151020572
- Tre män red förbi; svensk text: Sture Hegerfors.. - 1978 ISBN 9151021374
- Ensam i ödemarken; svensk text: Sture Hegerfors.. - 1978 - ISBN 9151021331
- Hemligheten; svensk text: Sture Hegerfors.. - 1979. - ISBN 9151022575
- Älgen; svensk text: Sture Hegerfors.. - 1979. - ISBN 9151023717
- Vildhästarna; svensk text: Sture Hegerfors.. - 1980 - ISBN 9151024497
- Eldvattnet; svensk text: Sture Hegerfors.. - 1980 - ISBN 9151025299
- Jaktäventyr; svensk text: Sture Hegerfors och Stellan Nehlmark.. - 1981 - ISBN 9151026279
- Den vita demonen; svensk text: Sture Hegerfors och Stellan Nehlmark.. - 1981 - ISBN 9151027674
- Hämnden; svensk text: Rolf Lindby. - 1982 - ISBN 91-510-2913-8
- Kapten Ryan; svensk text: Ingrid Emond.. - 1983 - ISBN 9151040948
- Den vilda vinden; svensk text: Lennart Hartler. - 1985 - ISBN 91-510-4283-5
- Svartrocken; svensk text: Lennart Hartler.. - 1986 - ISBN 9151044854
- Hooka-hey; svensk text: Lennart Hartler. - 1987 - ISBN 91-510-4636-9
- Det sista mötet; svensk text: Lennart Hartler.. - 1988 - ISBN 9151047667

### Nyutgåva 2019–2023
- Chinook. Buddy Longway samlade äventyr ; 1. Översättning: Stefan Carlsson. [Trosa]: Cobolt. 2019. Libris 8k82v75w6n5ljgjr. ISBN 9789188897039
  - Chinook (Chinook) / Fienden (L'ennemi) / Tre män red förbi (Trois hommes sont passés) / Ensam i ödemarken (Seul)

- Kathleen och Jeremias. Buddy Longway samlade äventyr ; 2. Översättning: Stefan Carlsson. Trosa: Cobolt. 2020. Libris hs8p3h4rf6l0q05d. ISBN 9789188897176
  - Hemligheten (Le secret) / Älgen (L'orginal) / Vildhästarna (L'hiver des chevaux) / Eldvattnet (L'eau de feu)

- Människors dårskap. Buddy Longway samlade äventyr ; 3. Översättning: Stefan Carlsson. Trosa: Cobolt. 2021. Libris 9n63nl5k7dkrpnqh. ISBN 9789188897480
  - Jaktäventyr (Premieres chasses) / Den vita demonen (Le démon blanc) / Hämnden (La vengeance) / Kapten Ryan (Capitaine Ryan)

- Lång väg hem. Buddy Longway samlade äventyr ; 4. Översättning: Stefan Carlsson. Trosa: Cobolt. 2022. Libris m201f86vk0j4f2rv. ISBN 9789180580045
  - Den vilda vinden (Le vent sauvage) /  Svartrocken (La robe noire) / Hooka-Hey (Hooka-Hey) / Det sista mötet (Le dernier rendez-vous)

- Tillsammans för alltid. Buddy Longway samlade äventyr ; 5. Översättning: Stefan Carlsson. Trosa: Cobolt. 2023. Libris 7p0tt8ql5fc7vp0j. ISBN 9789180580380
  - Den som ser ovan molnen (Regarde au-dessus des nuages) / En förlupen kula (La balle perdue) / Uppror (Révolte) / Källan (La source)